# سياسة الطفل الواحد

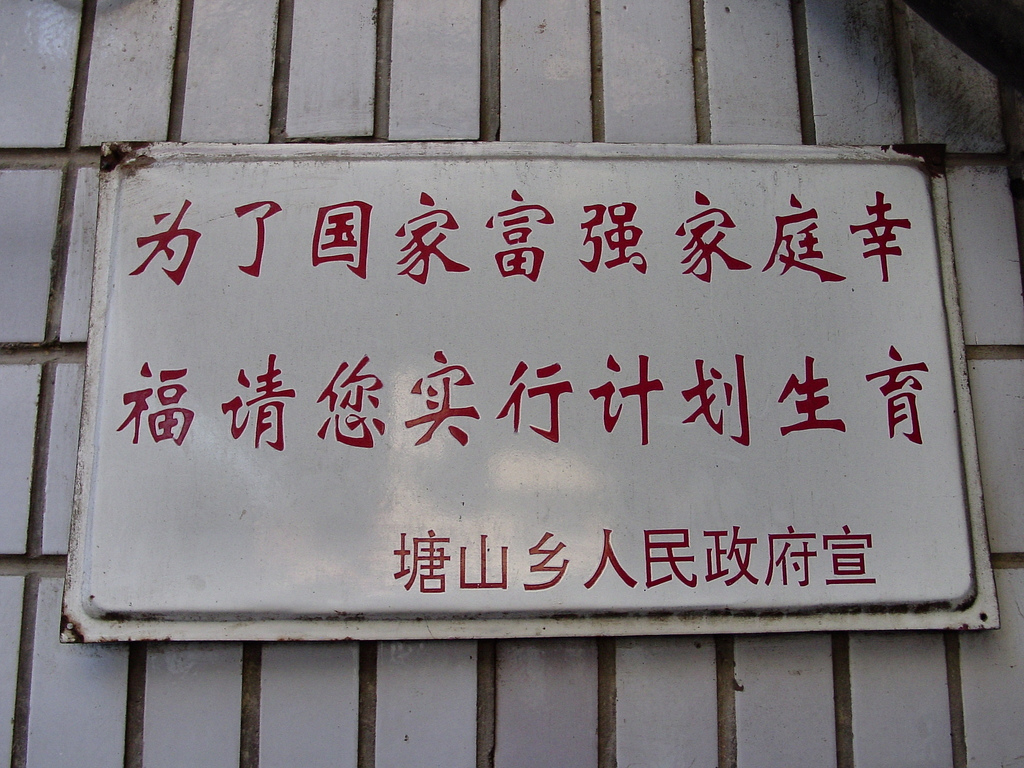
لافتة حكومية في مدينة نانتشانغ :
"من أجل دولة مزدهرة وقوية وأسرة سعيدة. نرجو تطبيق قانون تنظيم الاسرة"

سياسة الطفل الواحد، وتسمى في الصين رسمياً «تنظيم الأسرة في جمهورية الصين الشعبية» (بالصينية: 中华人民共和国计划生育) ، هي سياسة لتنظيم الأسر انتهجتها جمهورية الصين الشعبية منذ عام 1978 وحتى عام 2015، تتلخص في منع إنجاب أكثر من طفل لكل عائلة في المناطق الحضرية، ولكن توجد حالات إعفاء في المناطق الريفية وللأقليات العرقية، والآباء والأمهات الذين ليس لهم أشقاء، ولا تطبق هذه السياسة على المناطق الإدارية الخاصة لهونغ كونغ وماكاو والتبت.
طرحت الحكومة الصينية هذه السياسة لتخفيف المشاكل السياسية والاقتصادية والاجتماعية، والمشاكل البيئية في الصين، وقالت السلطات أن هذه السياسة منعت أكثر من 400 مليون ولادة منذ تطبيقها وحتى عام 2000.
أثارت هذه السياسة الكثير من الجدل بسبب الطريقة التي تم التنفيذ بها وبسبب المخاوف من العواقب الاجتماعية السلبية، فقد تسببت هذه السياسة في زيادة في حالات الإجهاض القسري، ووأد البنات، وتقليل الإبلاغ عن المواليد الإناث وسببت في عدم التوازن بين الجنسين في الصين، حيث توقعت الأكاديمية الصينية للخدمات الاجتماعية أن 24 مليون رجل قد لا يمكنهم العثور على زوجات بحلول عام 2020، في حين تشير تقديرات أخرى إلى أن عدد هؤلاء قد يتراوح بين ثلاثين وخمسين مليون شخص.
في 28 ديسمبر 2013، أقرت اللجنة الدائمة للمؤتمر الوطني لنواب الشعب الصيني قانونًا يسمح بإنجاب طفل ثان إذا كان أحد الزوجين الابن الوحيد في أسرته.
ألغيت هذه السياسة في يوم 29 أكتوبر 2015 حيث أصدرت الحكومة الصينية قرارا يسمح لكل عائلة بإنجاب طفلين كحد أقصى من غير شروط بدلا من سياسة الطفل الواحد بعد أن تسببت هذه السياسة في زيادة أعداد كبار السن وتقلص الطاقات الشبابية.

## خلفية
أثناء حكم ماو تسي تونغ في الصين، انخفضت نسبة الولادة من 37 لكل ألف إلى 20 لكل ألف. انخفض معدل وفيات الرضع من 227 لكل ألف مولود في عام 1949 إلى 53 لكل ألف مولود في عام 1981، وازداد متوسط العمر المتوقع بشكل كبير من 35 عامًا في عام 1948 إلى 66 عامًا في عام 1976. حتى ستينيات القرن العشرين، شجعت الحكومة العائلات على إنجاب أكبر عدد ممكن من الأطفال، خاصةً أثناء حملة القفزة العظيمة للأمام، بسبب اعتقاد ماو بأن النمو السكاني مكَّن البلاد، الأمر الذي منع ظهور برامج تنظيم الأسرة في وقت مبكر من تنمية الصين. أثرت سياسات أخرى مثل «البطلة الأم» في الاتحاد السوفيتي أيضًا على الحكومة الشيوعية. نتيجةً لذلك، ارتفع عدد السكان من نحو 540 مليونًا في عام 1949 إلى 940 مليونًا في عام 1976. بدءًا من عام 1970، تم تشجيع المواطنين على الزواج في سن متأخرة وكان العديد منهم مقيدين بطفلين فقط.

رغم انخفاض معدل الخصوبة في الصين بشكل أسرع من أي مكان آخر في العالم خلال سبعينيات القرن العشرين في ظل هذه القيود، اعتقدت الحكومة الصينية أن معدل الخصوبة ما زال مرتفعًا للغاية، متأثرةً بالجدل العالمي حول أزمة الزيادة السكانية المحتملة التي اقترحتها منظمات مثل نادي روما ونادي سييرا. ردًا على ذلك، بدأت السلطات في تشجيع الأسر على إنجاب طفل واحد في عام 1978، وفي عام 1979، أعلنت أنها تنوي الدفاع عن أسر الطفل الواحد. في أواخر ربيع عام 1979، أصبح تشين يون أول زعيم كبير يقترح سياسة الطفل الواحد. في 1 يونيو عام 1979، قال تشين:
اقترح عليّ الرفيق شيان نيان أن يكون نص السياسة «يُفضل طفل واحد، اثنان على الأكثر». أود أن تكون السياسة أكثر صرامة، إذ تنص على أنه «يُسمح بطفل واحد فقط». فلنكن على استعداد لانتقادات الآخرين لنا لقطع النسل. لكن، إن لم نفعل ذلك، فإن المستقبل يبدو قاتمًا.
دعم دينج شياو بينج، القائد الأعلى للصين آنذاك، هذه السياسة إلى جانب كبار القادة الآخرين بما في ذلك هوا جيو فينج و لى شيان نيان. في 15 أكتوبر عام 1979، التقى دينج بوفد بريطاني بقيادة فيليكس غرين في بكين، قائلًا إننا «نشجع إنجاب طفل واحد لكل زوجين. سنقدم مكافآت اقتصادية لأولئك الذين يعدون بإنجاب طفل واحد فقط».

## النقد
كانت هذه السياسة مثيرة للجدل خارج الصين لأسباب عديدة، منها اتهامات بانتهاك حقوق الإنسان في تنفيذ السياسة، بالإضافة إلى المخاوف بشأن العواقب الاجتماعية السلبية.

### بيان أثر السياسة على تخفيض الولادات
تقدر الحكومة الصينية، نقلًا عن زاي زينو، مدير كلية علم الاجتماع والسكان بجامعة رنمين في بكين، أن سياسة الطفل الواحد منعت 400 مليون ولادة اعتبارًا من عام 2011، بينما يشكك بعض علماء السكان في هذا الرقم، مدعين أن الرقم ربما يصل إلى نصف هذا المستوى، وفقًا لشبكة سي إن إن. أوضح زاي أن تقدير الـ400 مليون لا يشير فقط إلى سياسة الطفل الواحد، بل يشمل الولادات التي مُنعت من قبل السياسات السابقة التي نُفذت قبل عقد من الزمان، مشيرًا إلى أن «هناك العديد من الأرقام المختلفة ولكن هذا لا يغير الحقيقة الأساسية المتمثلة في أن السياسة منعت بالفعل عددًا كبيرًا من الولادات».

### الإنفاذ غير المتكافئ
غالبًا ما كان المسؤولون الحكوميون الفاسدون، وخاصةً الأثرياء، قادرين على انتهاك السياسة رغم الغرامات. كان لمخرج الأفلام، زانج ييمو، ثلاثة أطفال وتم تغريمه بعد ذلك بـ7.48 مليون رنمينبي (1.2 مليون دولار). بين عامي 2000 و2005، تبين أن نحو 1,968 مسؤولًا في مقاطعة خونان انتهكوا هذه السياسة، وفقًا للجنة تنظيم الأسرة بالمقاطعة؛ كشفت اللجنة أيضًا عن 21 مشرعًا وطنيًا ومحليًا و24 مستشارًا سياسيًا و112 من رواد الأعمال و6 من كبار المفكرين، انتهكوا هذه السياسة.

### انتهاكات حقوق الإنسان
تم الطعن في سياسة الطفل الواحد لانتهاكها حق الإنسان في تحديد حجم الأسرة المناسبة للفرد. وفقًا لتصريح عام 1968 الصادر عن المؤتمر الدولي لحقوق الإنسان، «للآباء حق إنساني أساسي في أن يقرروا بحرية ومسؤولية عدد أطفالهم ومدى المباعدة بين الولادات».